# Johann Jakob Zeiller

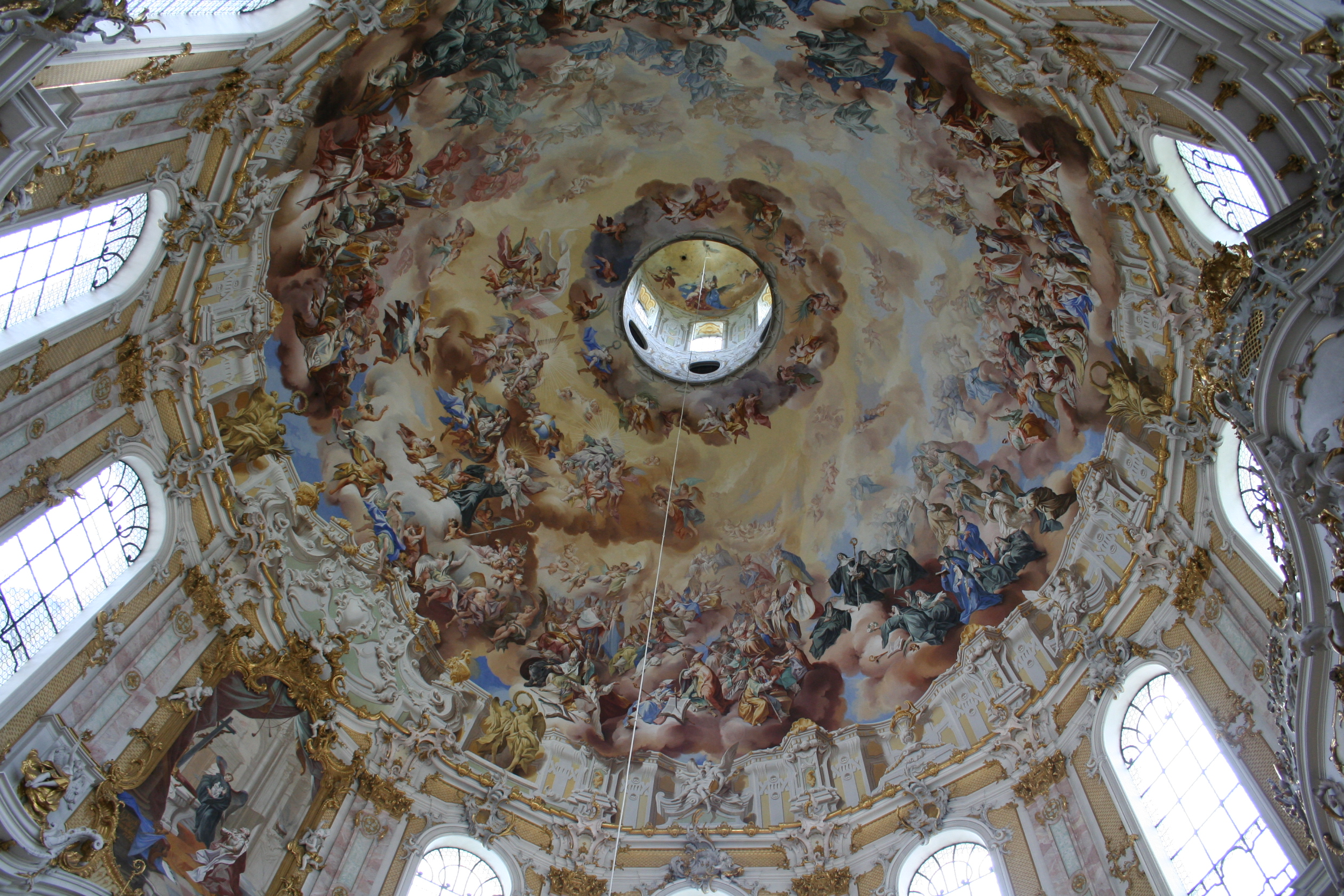
Fresko in der Kuppel der Stiftskirche von Kloster Ettal

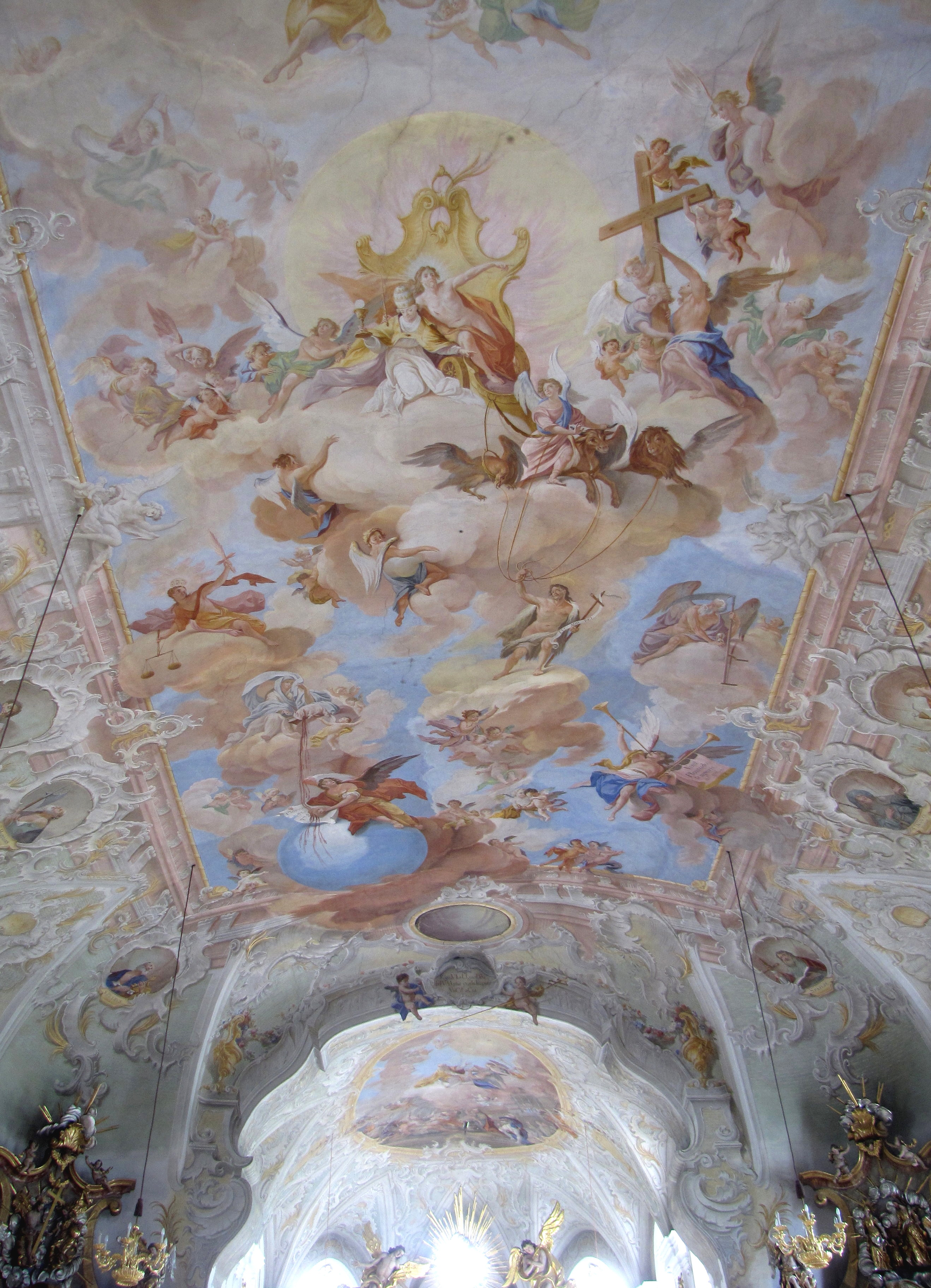
Fresken in der Kirche von Elbigenalp

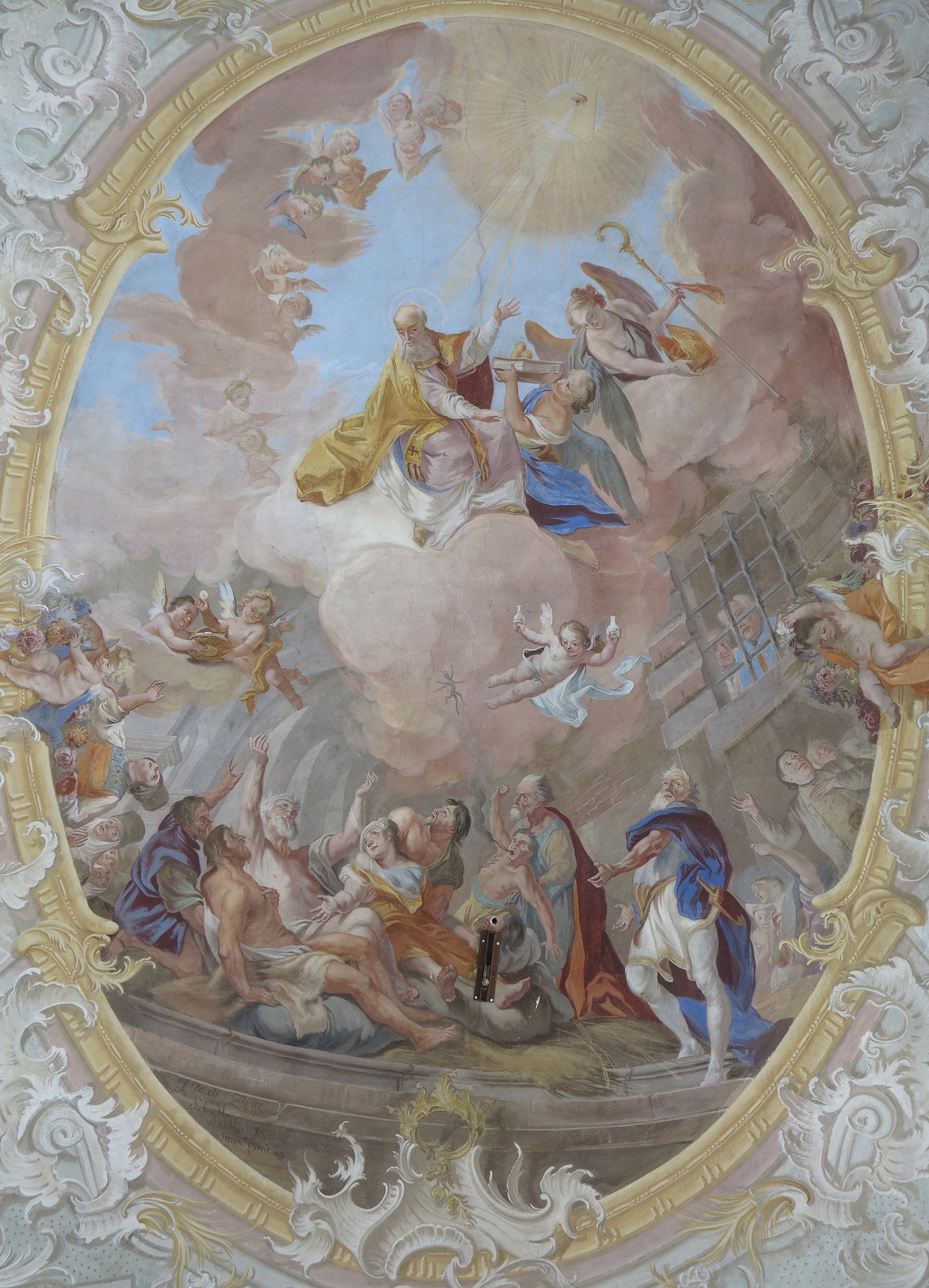
Chorfresko in der Pfarrkirche von Elbigenalp

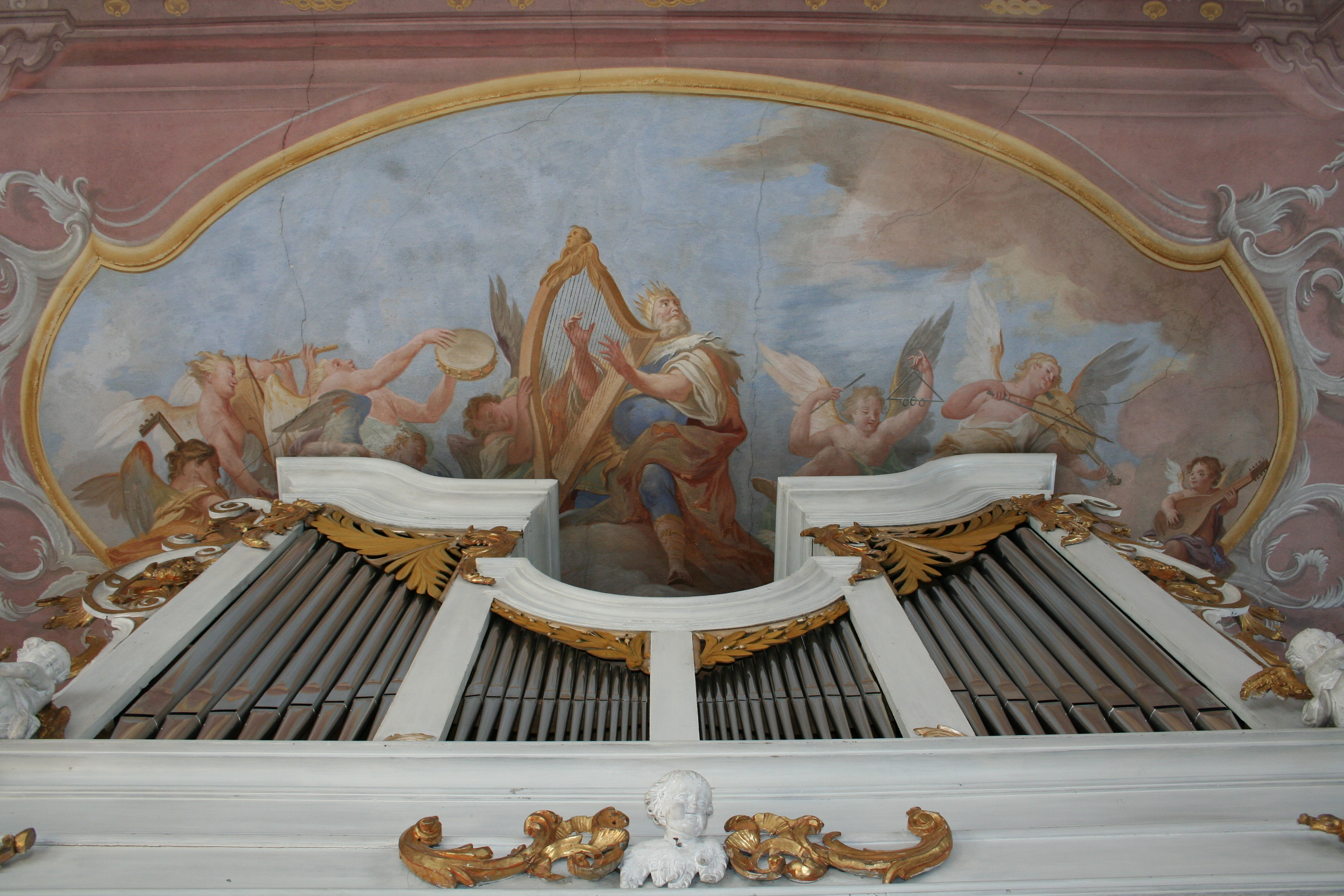
Fresko in der Kirche von Bichlbach

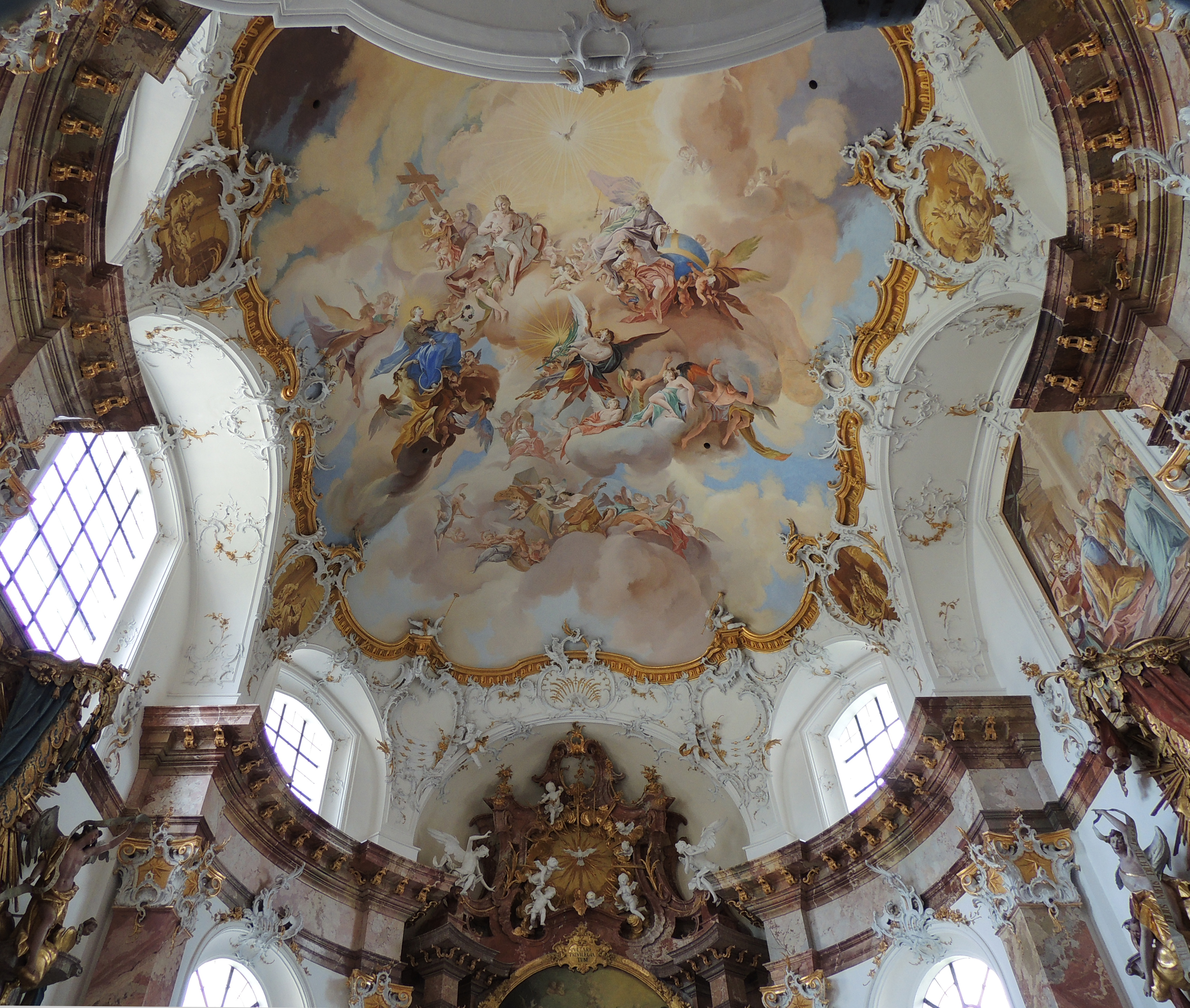
Fresko in der Anastasiakapelle in Kloster Benediktbeuern

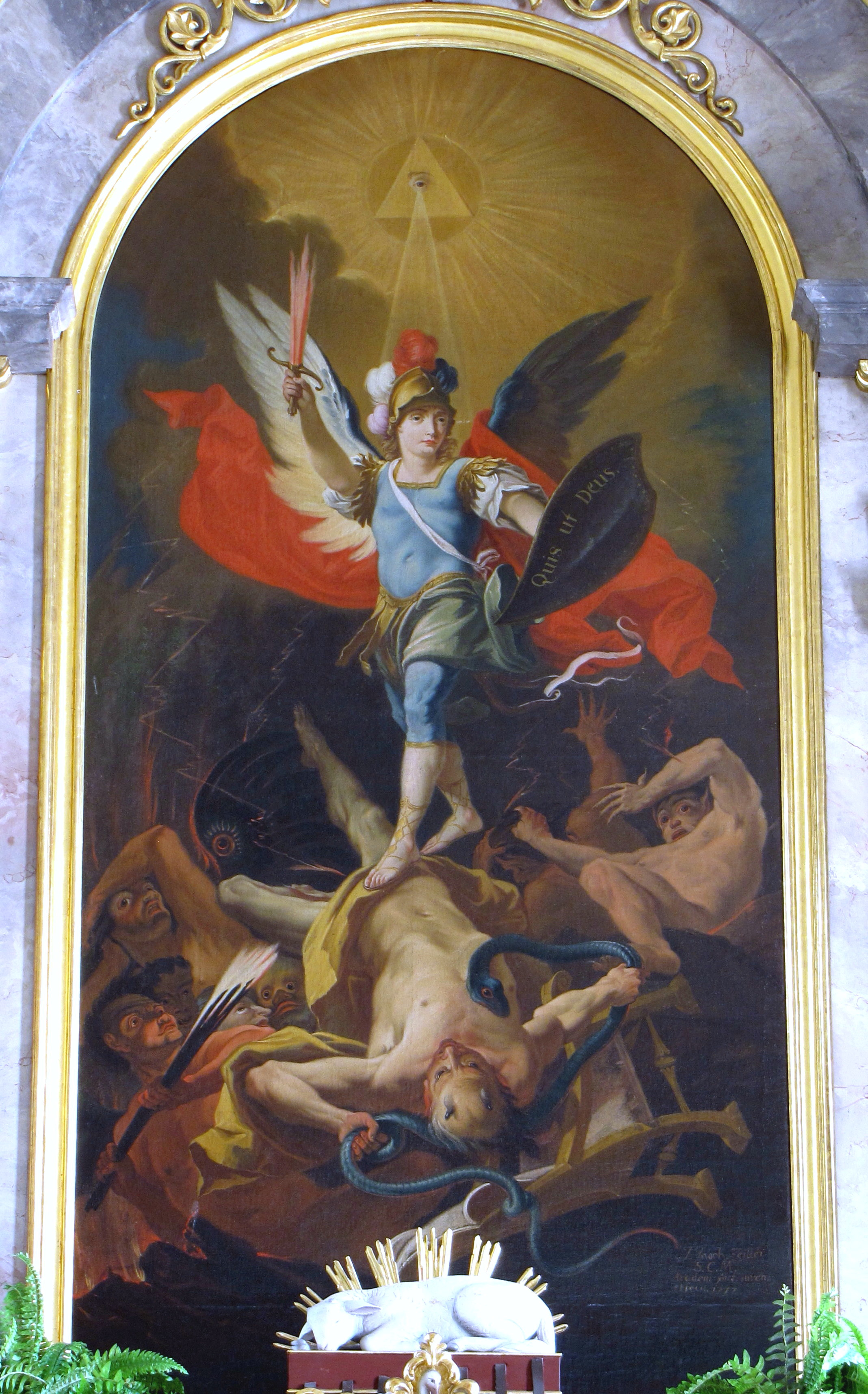
Hochaltarbild in der Pfarrkirche von Stanzach

Johann Jakob Zeiller oder Zeiler (* 8. Juli 1708 in Reutte, Tirol; † 8. Juli 1783 ebenda) war ein österreichischer Maler.

## Leben
Johann Jakob Zeiller wurde bereits als Knabe in der Reuttener Tafelmalerschule von seinem Vater Paul Zeiller (1658–1738) unterrichtet. 1723 begann seine Lehrzeit bei Sebastiano Conca in Rom und anschließend von 1729 bis 1732 bei Francesco Solimena in Neapel. Von dort aus zog Johann Jakob Zeiller direkt nach Wien, wo er sich ab 1733 bis einschließlich 1743 als Mitarbeiter von Paul Troger betätigte. Nebenbei besuchte Zeiller in Wien zielstrebig die Kunstakademie, nur um den begehrten Titel eines kaiserlichen Hofmalers zu erlangen. Durch dieses 1737 erlangte Privileg konnte er frei von aller Gewerbesteuer, mit soviel Gehilfen als nötig nicht nur in den k.k. Erbländern, sondern auch im „Reich“ arbeiten.
Durch Vermittlung von Paul Troger, dessen Manier Zeiller beherrschte, erhielt er den ersten Großauftrag zur Freskierung der neuerbauten Zisterzienserstiftskirche in Fürstenzell. Sein großes Einfühlungsvermögen für die spezifischen Aufgaben der monumentalen Dekorationsmalerei zeigt sich u. a. im wohl größten barocken Kuppelfresko (ca. 1300 m²) über der Rotunde der Klosterkirche von Ettal: In extremster Ausformung des illusionistischen Schemas negiert es die Kuppelschale völlig und stellt in dieser unermesslichen Wirkung von Weite einen Höhepunkt in der gesamten Deckenmalerei des 18. Jahrhunderts dar.
In der raumgestalterischen Konsequenz und Fortschrittlichkeit haben Zeillers Kuppellösungen der 1760er Jahre fast nichts Vergleichbares. Sie markieren ganz prägnant die letzten Stadien barocker Deckenmalerei, die bei der Vielfalt der gegensätzlichen Erscheinungen in dieser Spätphase sonst nur schwer überschaubar sind.
Zeiller benutzt den Widerspruch, um die Ambivalenz dieser Formen und Typen im Spiel zwischen Illusionismus und Bildhaftigkeit zu betonen. Ein Meisterwerk artistischer Gestaltung ist das Chorfresko in Elbigenalp im Typus der einseitig-schräguntersichtigen Erdschachtdecke bzw. -kuppel in Schrägprojektion. Es ist ein exemplarisches Beispiel barocker Deckenmalerei am Ende dieser Epoche, die alle Möglichkeiten erschöpft hat und an der Grenze der Entscheidung steht, ihre traditionellen Prinzipien abzulegen.
Der vorwiegend im süddeutschen Raum tätige Freskomaler zog um 1755 nach Reutte. Dort übernahm Zeiller die Werkstätte seines Vaters, in der zuvor sein Schwager Balthasar Riepp gearbeitet hatte.
Das Werk Zeillers beschränkt sich größtenteils auf die Sakralmalerei. Er war vorwiegend Freskomaler und führte nebenbei auch zahlreiche Tafelbilder (Altarblätter, Porträts) in Öl auf Leinwand aus.

## Werke
als Mitarbeiter von Paul Troger
- 1733/1734: Deckenfresken in der Stiftskirche Altenburg
- 1734: Deckenbild und Lünettenfresken in der Stiftsbibliothek St. Pölten
- 1735: Ausmalung der Wallfahrtskapelle in Heiligenkreuz-Gutenbrunn
- 1735: Ausmalung des Festsaals im Stift Seitenstetten
- 1736/1738: Fresken in den Prälatenzimmern und im Festsaal des Stiftes Altenburg
- 1737: Ausmalung der Gruftkapelle in Röhrenbach bei Horn
- 1738: Dekoration des Stiegenhauses und des Sommerrefektoriums im Stift Geras
- 1739: Ausmalung des „Salettls“ im Stift Melk
- 1740/1741: Deckenfresko im Bibliothekssaal von Stift Seitenstetten
- 1742: Arbeiten in der Klosterkirche der Elisabethinen in Preßburg
- 1744: Arbeiten in der Jesuitenkirche von Győr (Ungarn)

selbständige Arbeiten
- 1739: Kuppelfresko der Schloss- und Pfarrkirche Rosenau
- 1742/43: Fresken mit allegorischen Darstellungen im Bibliotheksvestibül und über den Bücherschränken von Stift Altenburg
- 1744/45: Deckenfresken, Hochaltar- und weitere Seitenaltarbilder in der Kirche von Kloster Fürstenzell
- 1746: Deckengemälde in Sakristei, Abtskapelle und Sakramentskapelle in der Klosterkirche von Aldersbach
- 1747: Deckengemälde im Refektorium (zerstört) und in der Sakristei von Kloster Ettal
- 1748–52: Kuppelfresko der Klosterkirche von Kloster Ettal
- 1752: Kuppelfresko der Anastasiakapelle im Kloster Benediktbeuern
- 1752/53: Deckenfresken der Kuratiekirche St. Georg in Bichl
- 1754/55: Deckenfresken im Chor- und Kapitelsaal der Benediktinerabtei Ettal
- 1755: Deckenfresko der Gertrudiskapelle in Dicklschwaig bei Ettal
- 1755: Deckenfresken der Pfarrkirche St. Vitus in Iffeldorf
- um 1755: Chorfresken der Pfarrkirche Breitenwang
- 1756: Altarbilder des Antonius-Altares der Pfarrkirche von Oberammergau
- 1756–64: Kuppel- und Deckenfresken und Altarbilder der Basilika St. Alexander und Theodor von Kloster Ottobeuren (teilweise mit seinem Verwandten Franz Anton Zeiller)
- 1759: Deckenfresken und Altarbild der Michaelskapelle in Immenstaad am Bodensee
- 1761: Decken- und Wandfresken im Psallierchor der ehemaligen Benediktinerklosterkirche Fischingen / Schweiz[1][2]
- 1761: Altarblatt des Sakrament-Altares (links neben der Kanzel) in der Klosterkirche Mariä Himmelfahrt in Ettal
- 1764: Hochaltarbild der Kirche von Hinterhornbach
- 1765: Chorfresken der Pfarrkirche von Eschenlohe
- 1766: Deckenfresken im Treppenhaus, Gartenpavillon der Zisterzienserabtei Fürstenzell
- 1767/68: Deckenfresken der ehem. Chorherrenstiftskirche von Suben
- 1771: Deckenfresko des Speisesaals von Kloster Asbach
- um 1772/74: Deckenfresko im ehem. Chor (heute Taufkapelle) der Kirche von Lechaschau
- 1773: Chorfresko der Pfarrkirche von Erkheim
- 1775/76: Deckenfresken der Pfarrkirche hl. Nikolaus von Elbigenalp
- 1776: Hochaltarbild der Kirche von Stockach
- 1777: Hochaltarbild der Pfarrkirche von Stanzach
- 1777: Seitenaltarbild der Pfarrkirche von Holzgau (jetzt in der Pfarrkirche von Gossensass)
- 1778: Deckenfresken im Langhaus der Pfarrkirche von Bichlbach
- 1779/80: Deckenfresken der Johanniskirche in Feldkirch (zerstört)